# North of Nome (film 1936)
North of Nome è un film del 1936 diretto da William Nigh.

## Produzione
Le riprese del film, che fu prodotto dalla Larry Darmour Productions, iniziarono il 31 agosto 1936 e finirono il 21 settembre.

## Distribuzione
Il copyright del film, richiesto dalla Columbia Pictures Corp. of California, Ltd., fu registrato il 6 novembre 1936 con il numero LP6692.
Distribuito dalla Columbia Pictures, il film uscì nelle sale cinematografiche statunitensi il 14 novembre 1936. In Portogallo, dove prese il titolo Vidas Acidentadas, fu distribuito il 25 luglio 1942.